# Pflegamt Weisingen

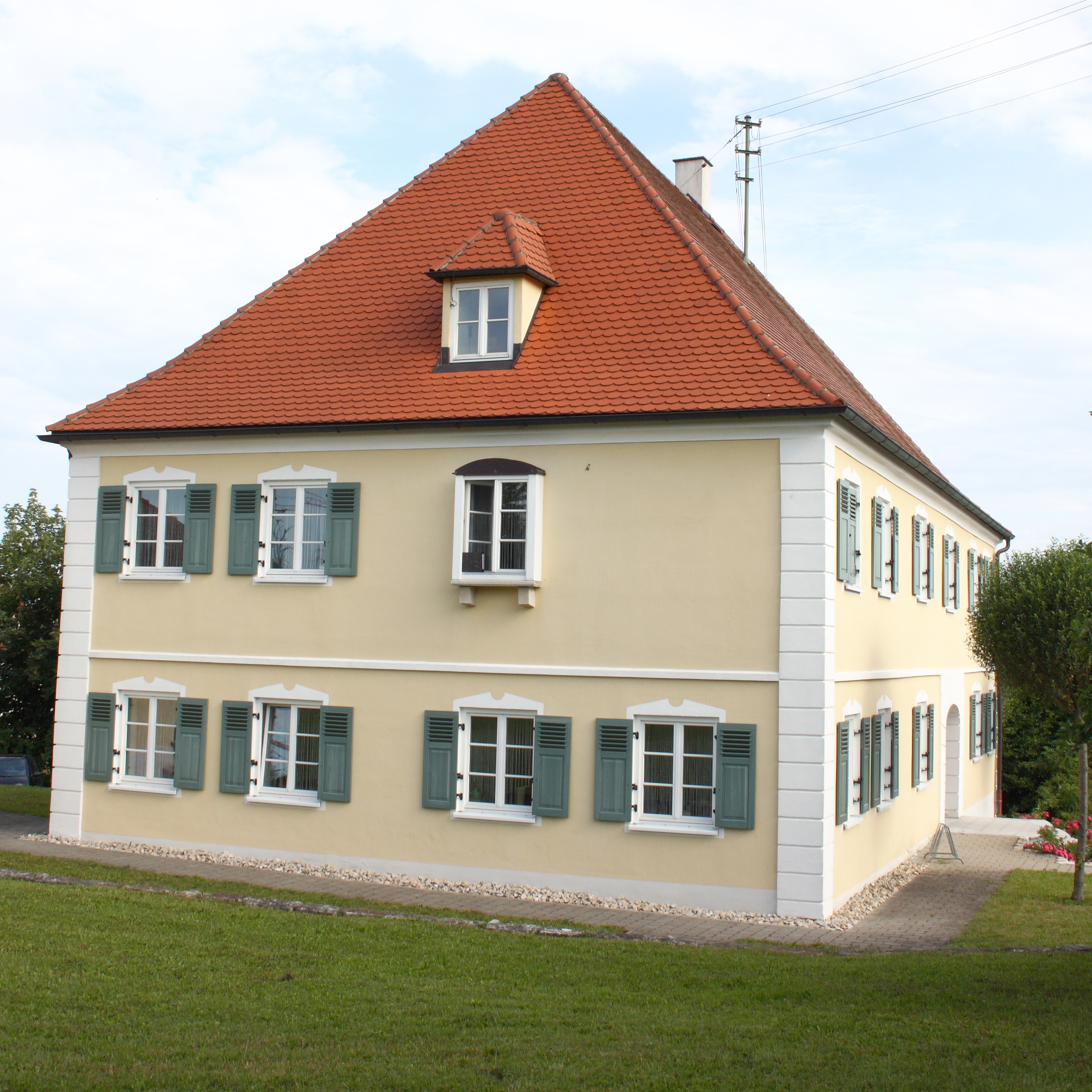
Ehemaliges Pflegamt in Weisingen

Das Pflegamt Weisingen war seit 1789 ein Pflegamt im Hochstift Augsburg, dessen Sitz in Weisingen war.

## Geschichte
Die Pflegämter Weisingen und Wittislingen wurden 1789 nach der Auflösung des Rentamtes Dillingen gebildet, an dessen Stelle sie traten. Die Zuständigkeit des Pflegamtes Weisingen erstreckte sich auf die Besitzungen des Hochstifts Augsburg in Fristingen, Eppisburg, Riedsend und Weisingen. Das Pflegamt war im Gebäude Hochstiftstraße 2 untergebracht. Durch die Säkularisation des Hochstifts 1802 wurde das Pflegamt Weisingen aufgelöst und die dazugehörigen Orte wurden dem Landgericht Dillingen unterstellt.